# Christus van Vũng Tàu
Christus van Vũng Tàu (Vietnamees: Tượng Chúa Ki-tô) is een beeld van Jezus in Vũng Tàu, Vietnam.
Het beeld heeft een hoogte van 32 meter en staat op de berg Nhỏ en kijkt uit over de Zuid-Chinese Zee.
Het beeld is gemaakt van beton. De mantel van het beeld is gemaakt van graniet. De bouw van het beeld is gestart in 1974. Pas in 1993 kwam het beeld gereed.